# Ecocidio (saggio)
Ecocidio: ascesa e caduta della cultura della carne (Beyond Beef: The Rise and Fall of the Cattle Culture) è un saggio di Jeremy Rifkin del 1992, pubblicato in Italia nel 2001.

## Contenuti
L'opera inizia narrando la sacralizzazione bovina dei tempi antichi, aprendo una breve parentesi sulla situazione odierna indiana (dove la mucca è sacra) e su quella di alcuni paesi dove l'ucciderla, fino a non molto tempo fa, equivaleva alla pena di morte. Qui i bambini seguono la mucca di famiglia nelle sue uscite di tutti i giorni per raccogliere i suoi escrementi, che saranno utilizzati come fertilizzante agricolo per cuocere gli alimenti, oppure, impastati con acqua, come tetto per le capanne.
La narrazione prosegue con la colonizzazione del Texas e il conseguente sterminio gratuito dei bisonti (unica fonte di sostentamento degli indiani) che saranno rimpiazzati da bovini da carne. Rifkin descrive con dovizia di particolari tutta la via crucis degli animali destinati alla macellazione: appena nati, vengono imbottiti di antibiotici e, una volta cresciuti, trasportati in pessime condizioni al macello con dei camion. Alcuni cadono durante il viaggio, venendo così calpestati dagli altri per il poco spazio a disposizione, e una volta arrivati vengono sospinti agonizzanti per l'ultimo tratto. Caduti e non, tutti arriveranno a trasformarsi in «pezzi di carne non più riconducibili ad un corpo».
L'autore apre inoltre una panoramica sulle cattive condizioni dei macelli americani sin dai primi del Novecento, dove la carne macinata equivaleva a carne andata a male o caduta per terra e triturata assieme ai topi e ai loro escrementi. Viene affrontato anche il tema delle malattie bovine, sempre più diffuse e sempre più simili a quelle umane, come il virus della leucemia bovina (che fra l'altro si è dimostrato in grado di attaccare le cellule umane) ed il morbo della mucca pazza, che alcuni studiosi hanno pensato sia dovuto alla somministrazione agli animali di mangime contenente midollo di pecora infettata dalla scrapie.
Rifkin riesce a far apparire l'uomo come un avvoltoio in cerca di cadaveri, quelli che ogni giorno mettiamo sulle nostre tavole, che camuffiamo per renderli simili a cibo che cresce sugli alberi: niente farebbe pensare che il petto di pollo panato sia un pezzo di pollo, appunto. L'essere umano è descritto in tutto il suo aspetto di traditore, che uccide e tratta degli animali utili quali mucche e galline – che gli regalano latte e uova – come semplici riserve di cibo create apposta per sé stesso. Ma sarà così? Il mondo è stato davvero creato solo per la specie umana?
Rifkin consiglia di diventare vegetariani per non essere conniventi con la mostruosa industria della carne, e conclude il suo saggio con una proposta (o utopia) di un nuovo inizio per l'uomo nel rispetto dei diritti animali.

## Edizioni
- Jeremy Rifkin, Ecocidio: ascesa e caduta della cultura della carne, traduzioni di Paolo Canton, Mondadori, 2002,  p. 380.